# 夏尔-路易·哈瓦斯
夏尔-路易·阿瓦斯（法語：Charles-Louis Havas，法語發音：[ʃaʁl lwi avas]；1783年7月5日—1858年5月21日）是法国作家、翻译家，也是全球第一家新闻社哈瓦斯通讯社的创始人。

## 生平
阿瓦斯出生于鲁昂的一个天主教家庭。阿瓦斯後來意识到人們对国际事务的兴趣越来越大，於是他開始翻译外国报纸，然后將翻譯的內容卖给法国媒體、商人和政府。不過阿瓦斯认识到报纸有時報道會出現偏差，而且经常帶有偏见，因此他於1835年創立了哈瓦斯通讯社，並向其他地方派駐自己的記者，當地的資訊由派駐的記者直接向哈瓦斯通讯社提供。阿瓦斯最終在布日瓦勒去世。